# Benoît Lengelé
Benoît ridder Lengelé (Brussel, 1962) is een Belgisch chirurg gespecialiseerd in de gezichtstransplantaties. Hij verrichtte ook de eerste en werd in 2009 tot ridder verheven door Koning Albert II.
Hij studeerde geneeskunde aan de Université catholique de Louvain en behaalde zijn diploma in 1987. Lengelé is pionier in de gezichtstransplantaties en bij de 19 die er reeds uitgevoerd werden ter wereld was hij mede-behandelend arts in Gent (19de) en Amiens, waar de eerste gezichtstransplantatie plaatsvond.
Reeds in 1991 werkte hij al samen met Bernard Duchauvelle en Sylvie Testelin en samen verbeterden ze vele microchirugische technieken. Lengelé stond op 26 november 2005 Duchauvelle en Testelin bij tijdens de allereerste gezichtstransplantatie, op Isabelle Dinoire te Amiens.
Hij werkt voor het Universitair ziekenhuis Saint-Luc in Woluwe en schreef reeds 100 wetenschappelijke publicaties